# Canalispira
Canalispira là một chi ốc biển rất nhỏ, là động vật thân mềm chân bụng sống ở biển trong họ Cystiscidae.

## Các loài
Các loài trong chi Canalispira gồm có:
- Canalispira attentia (Laseron, 1957)
- Canalispira aurea Garcia, 2006[2]
- Canalispira fallax (E.A. Smith, 1903)
- Canalispira fluctuata McCleery & Wakefield, 2007[3]
- Canalispira gomezi (Espinosa & Ortea, 1997)
- Canalispira hoffi (Moolenbeek & Faber, 1991)
- Canalispira infirma (Laseron, 1957)
- Canalispira kerni Garcia, 2007[4]
- Canalispira lipei Garcia, 2007[5]
- Canalispira minor (Dall, 1927)
- Canalispira olivellaeformis Jousseaume, 1875
- Canalispira ornata McCleery & Wakefield, 2007[6]
- Canalispira phantasia McCleery & Wakefield, 2007[7]
- Canalispira replicata (Melvill, 1912)
- Canalispira shacklefordi (Preston, 1915)
- Canalispira umuhlwa Kilburn, 1990